# Neue Hütte (Schmalkalden)

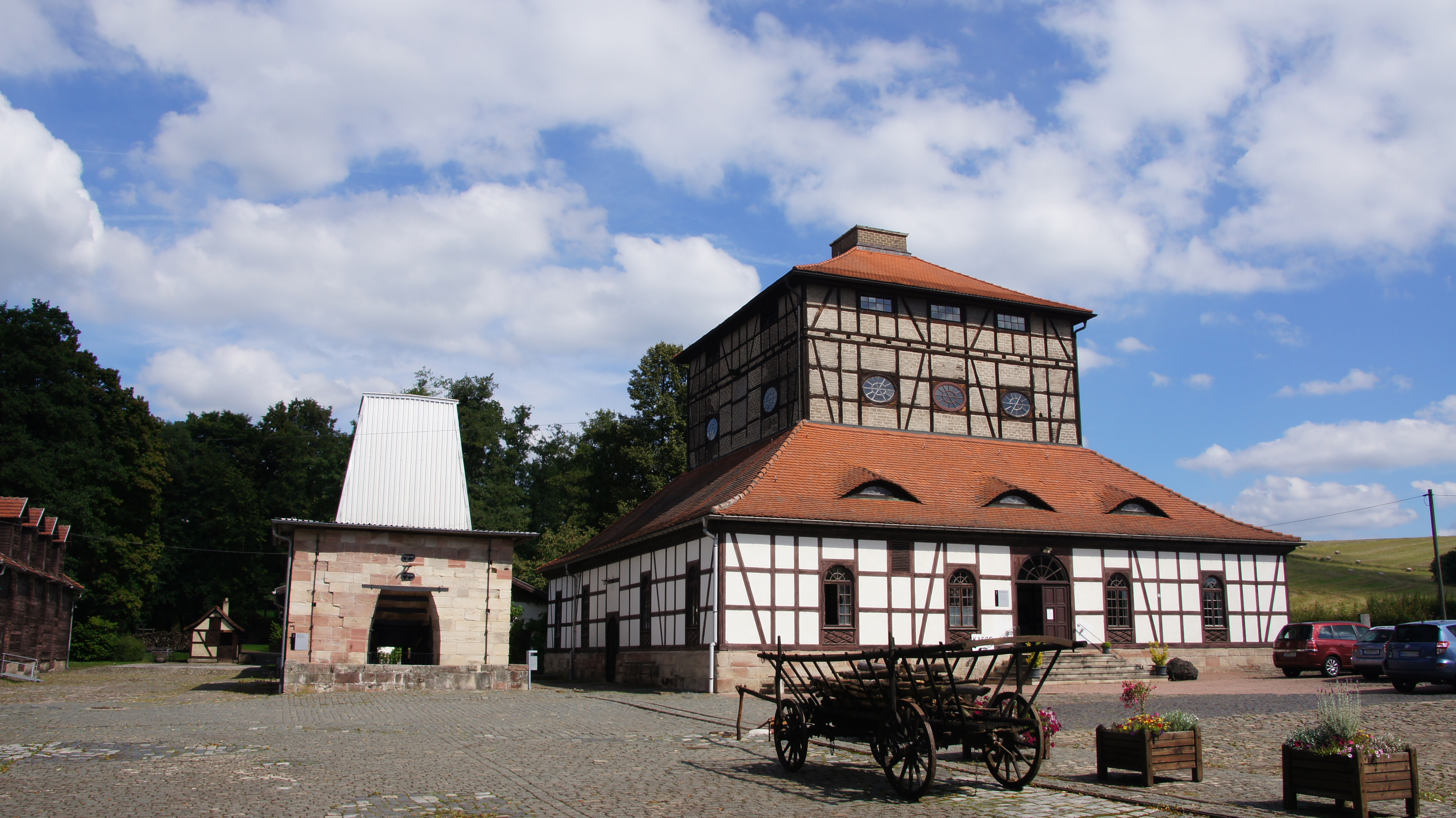
Neue Hütte (Schmalkalden)

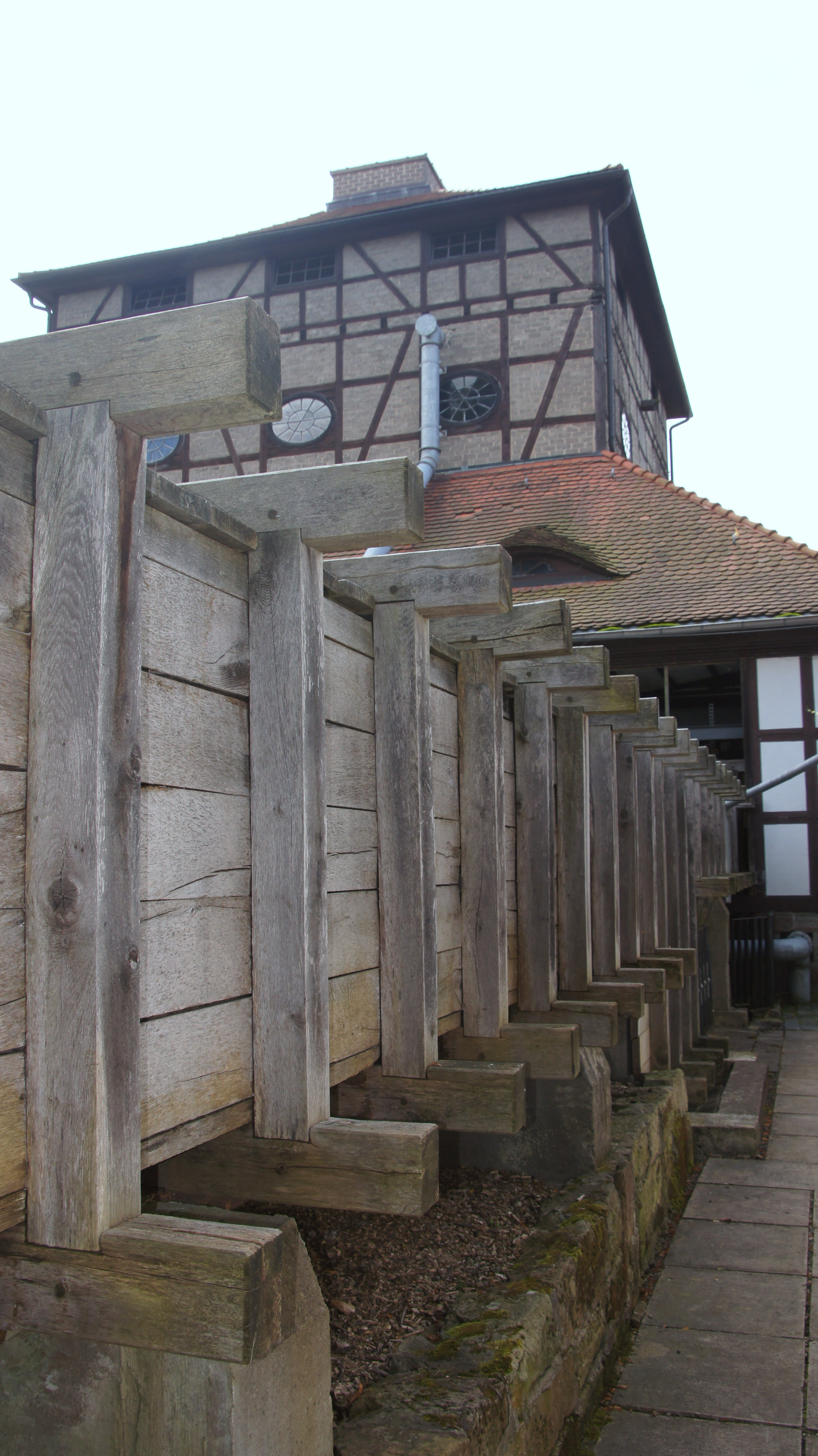
Aufschlaggerenne des Wasserrades

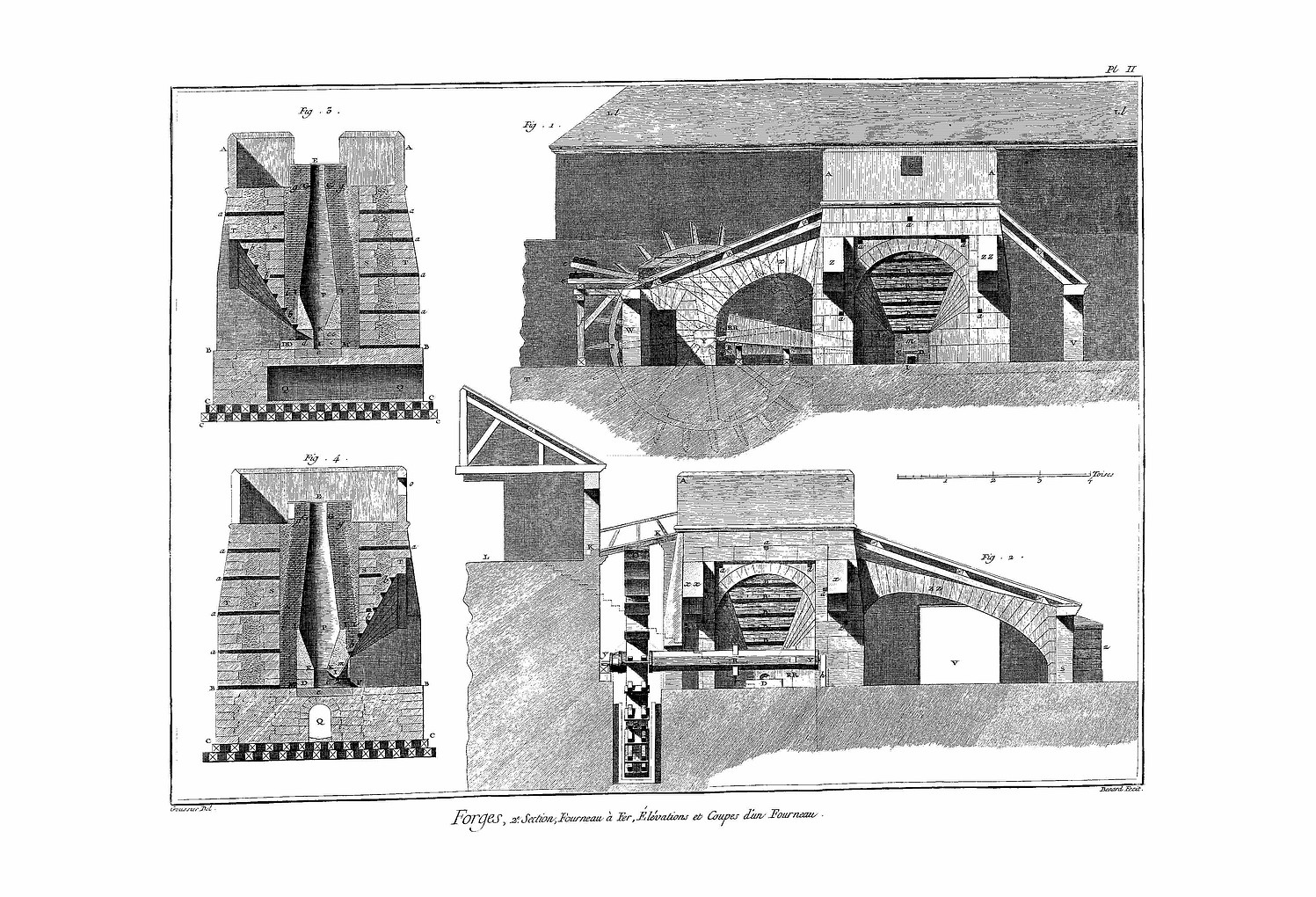
Illustration zum Artikel Schmelzofen (Quelle: Encyclopédie de Diderot et d'Alembert, volume 3.)

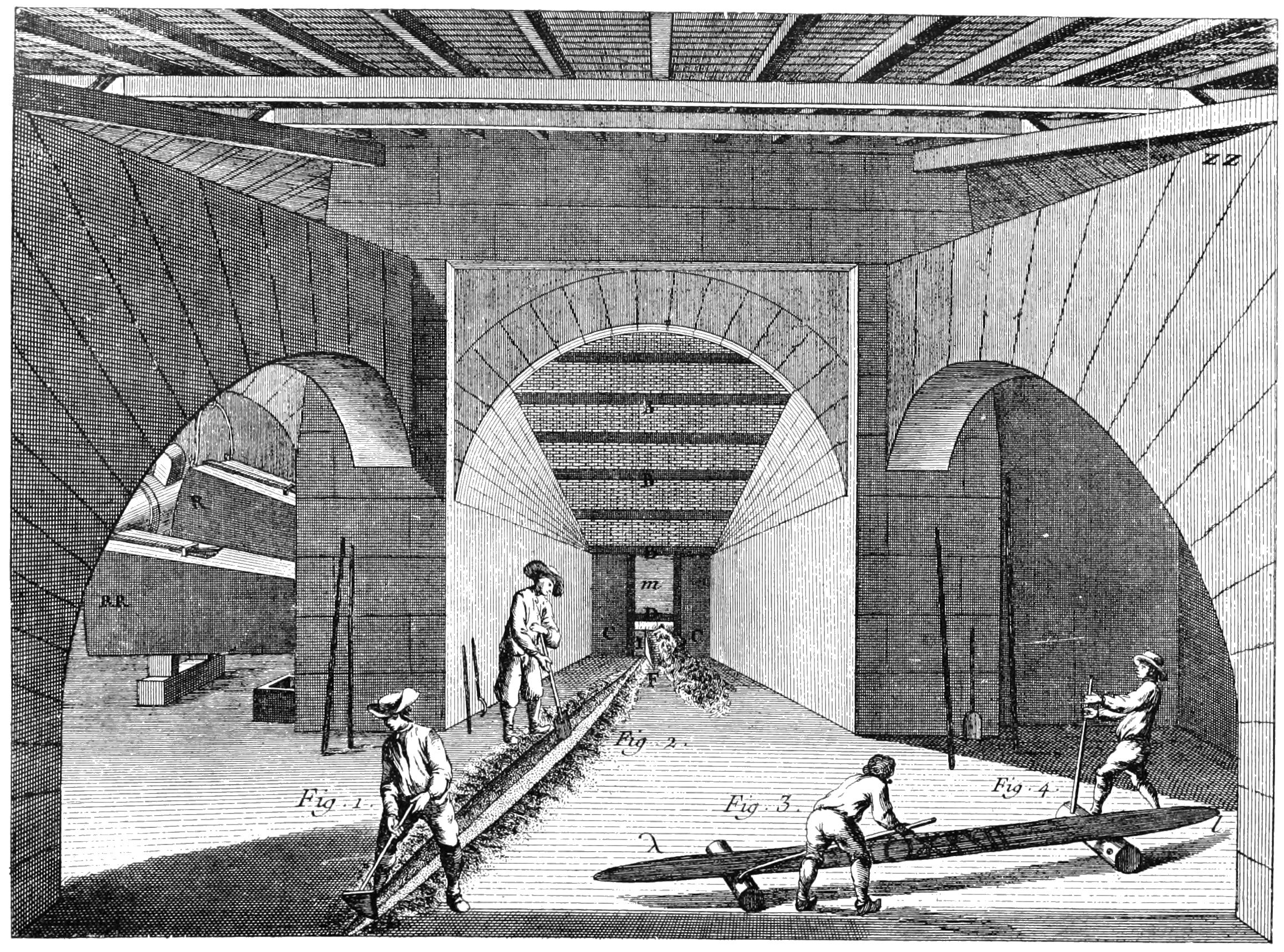
Hüttenarbeiter bereiten den nächsten Abstich vor, links das Reinigen der „Massegänge“, rechts der Abtransport eines erkalteten Eisenbarrens mittels Rollen und Brechstangen.

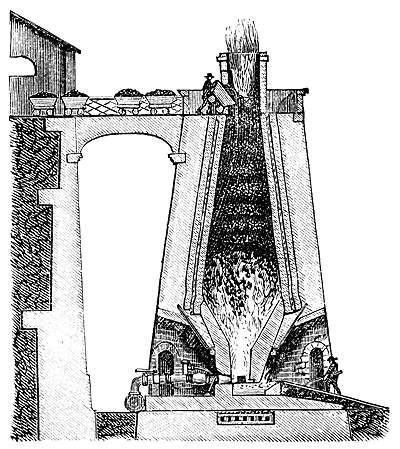
Schnittzeichnung einer Hochofenanlage für kontinuierlichen Betrieb

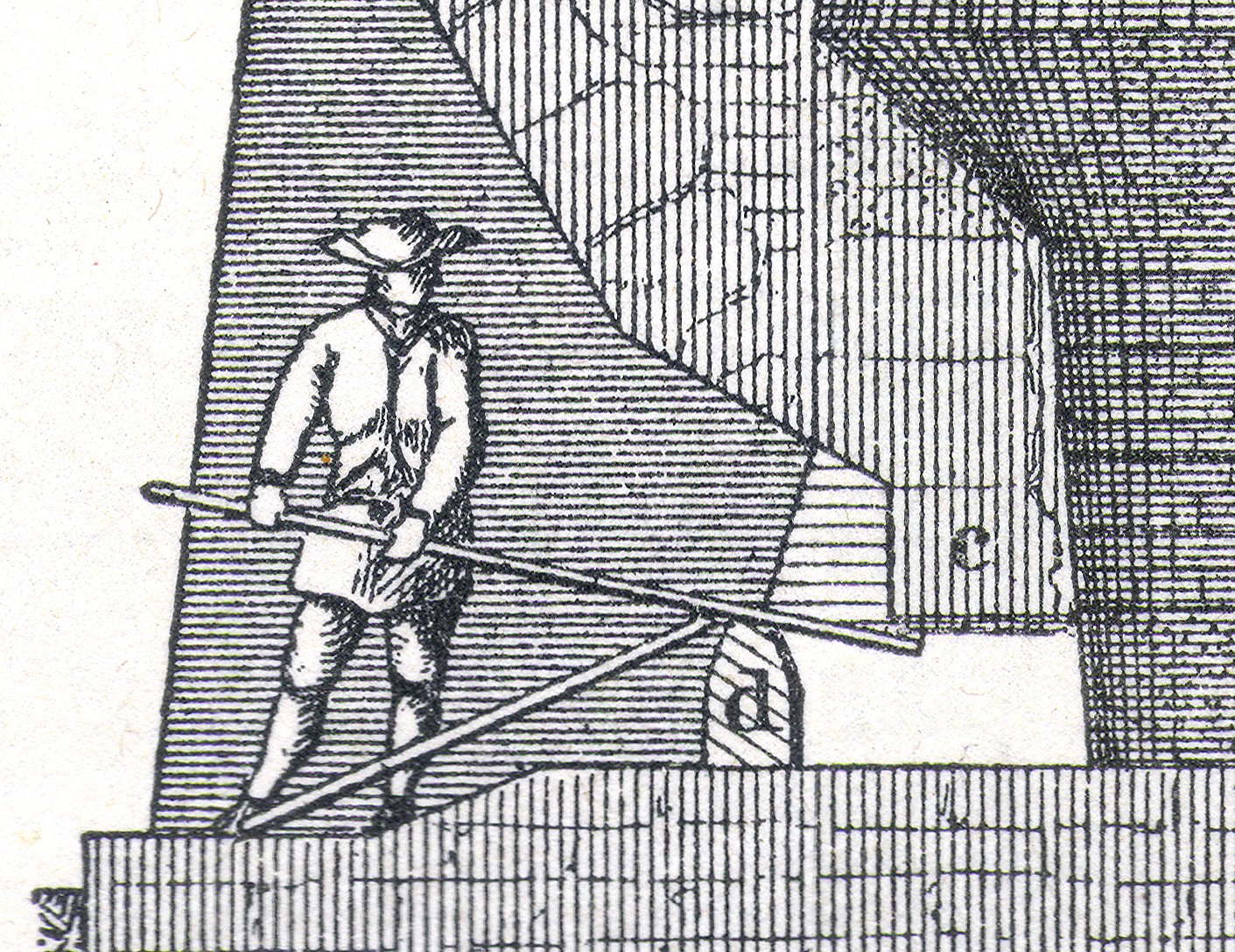
Schnittzeichnung einer Hochofenanlage mit Details zur Ausformung der Abzugsöffnung c-d (sogenannte „Brust“)

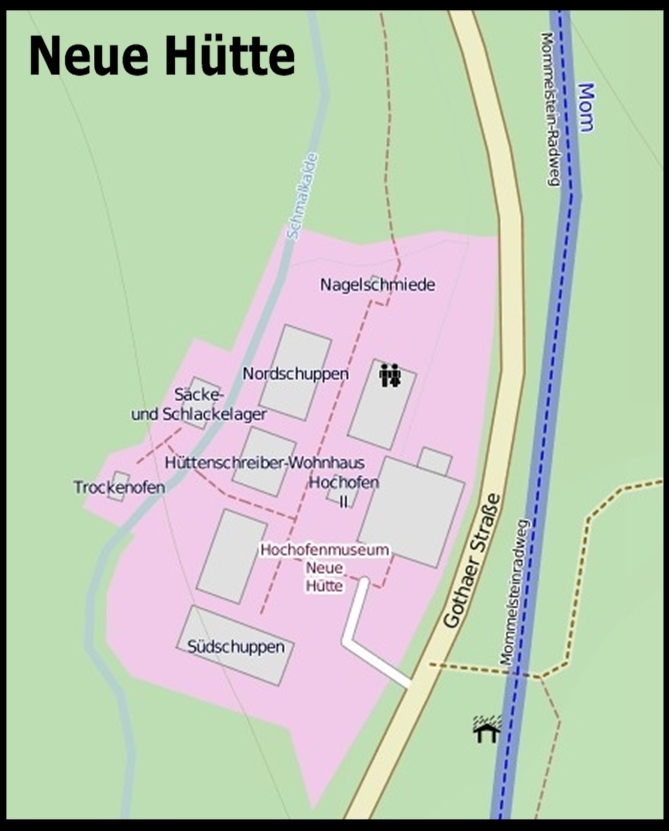
Übersichtsplan des Museumsgeländes

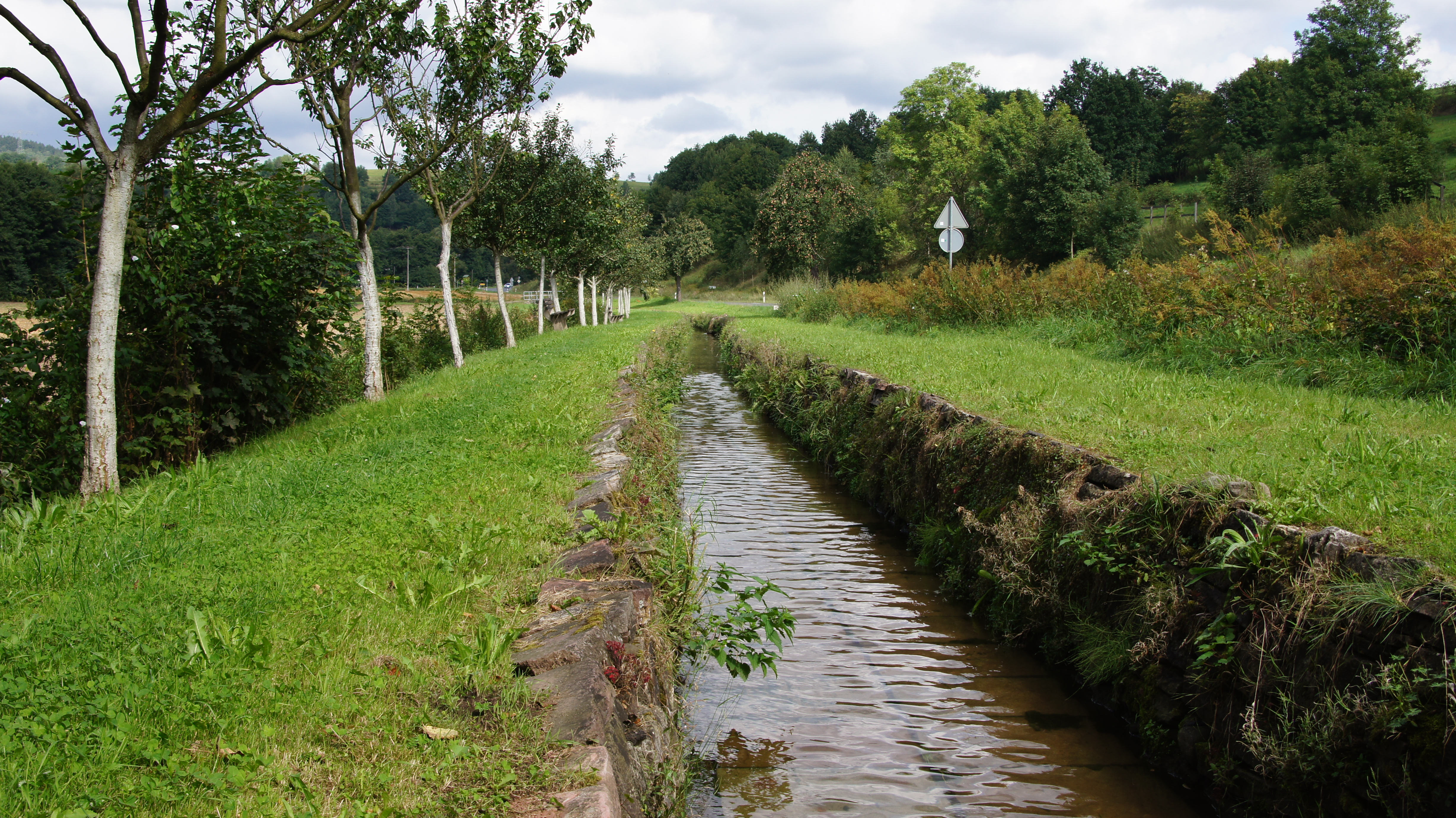
Die „Wasserkunst“ in der Nähe der Neuen Hütte

Das technische Museum Neue Hütte in Weidebrunn ist ein historisches Bauwerk und technisches Denkmal der Stadt Schmalkalden in Thüringen.

## Geschichte

### Rohstoffgrundlage
Das Gebiet der späteren Herrschaft Schmalkalden war seit dem Hochmittelalter ein Zentrum der Eisenindustrie. Schmalkalden ist eines der ältesten Zentren der Eisen- und Stahlproduktion in Deutschland.

## Lage
Das technische Denkmal „Neue Hütte“ befindet sich auf dem Grundstück Neue Hütte 1 an der Gothaer Straße am Ortsrand von Weidebrunn. Mit dem Stadtbus der kommunalen Verkehrsbetriebe Schmalkalden erreicht man die Neue Hütte von der 3 km entfernten Altstadt bequem, alternativ können auch Linienbusse mit Ziel Floh-Seligenthal benutzt werden. Fuß- und Radwanderer können die ausgeschilderten Routen, wie z. B. den Mommelstein-Radweg nutzen. Die Hochofenanlage liegt 328 m ü. NHN im Talgrund der Schmalkalde.

## Geschichte

### Rohstoffgrundlage
Das Gebiet der späteren Herrschaft Schmalkalden war seit dem Hochmittelalter ein Zentrum der Eisen- und Stahlwarenerzeugung im Thüringer Wald. Eisenerz von hoher Qualität, das die Grundlage dieser Eisen- und Stahlerzeugung bildete, lieferten die beiden frühneuzeitlichen Bergbaureviere am Mommelstein und am Stahlberg, zwischen den heutigen Orten Brotterode und Floh-Seligenthal.
In den Asbacher Bergen bei Schmalkalden waren es Ganglagerstätten im Rotliegenden, wie auch im Arzberg (= Erzberg) bei Steinbach-Hallenberg, die über Jahrhunderte intensiv ausgebeutet wurden. Bei Brotterode am Seimberg wurde Roteisenstein und im Gehege Brauneisenstein abgebaut. Noch im 16. und 17. Jahrhundert stand der Bergbau um Asbach, um Steinbach und Brotterode in voller Blüte. Neben Eisenerz wurde in beträchtlichen Mengen auch Fluss- und Schwerspat gefördert, die im Trusetal gangförmig auftreten. Für die Aufbereitung der geförderten Erze wurden wasserbetriebene Pochwerke und Mühlen zum Zerkleinern der mit „tauben Gestein“ vermischten Erze errichtet. Das aufbereitete Material wurde mit den Transportmöglichkeiten der damaligen Zeit zu Tal gebracht, wo die Verhüttung und Weiterverarbeitung der Erze stattfand.

### Die Happelshütte bei Weidebrunn
Am Ortsrand von Weidebrunn bestand seit alters ein Stahlhammer zur Verarbeitung hochwertiger Eisenerze aus den umliegenden Eisenerzgruben im Schmalkalder und Trusetaler Gebiet. 1669 wurde in dessen Nähe ein weiterer Hochofen, die nach dem in Diensten des hessischen Landgrafen stehenden Bergverwalter Dr. Happel benannte „Happelshütte“ erbaut. Der neue Ofen wurde dem Aufbau des bewährten Blauofentyps nachempfunden.

„Wie beim Stückofen hatte der Blauofen eine geschlossene Brust (Brust nannte man die Abstichseite). Sie war am Abstich mit Lehm vermauert und konnte dort mit einer lanzenförmigen Stange aufgebrochen werden. Der beim Stückofen noch viereckige Schacht hatte jetzt die Form zweier abgestumpfter, mit der Spitze sich berührender Pyramiden, aus denen sich später die Form zweier abgestumpfter Kegel entwickelte. Der metallurgische Vorgang beim Schmelzen war derselbe wie beim Stückofenbetrieb. Obwohl im Blauofen schmiedbares Eisen gewonnen wurde, war es indessen von so ungleicher Beschaffenheit, daß es noch einmal im Herdfeuer ausgeheizt werden musste. Das Ausheizen geschah im Löschfeuer, einer gemauerten, mit Kohlenlösche versehenen Grube, die mit einem Gebläse verbunden war.“

Ständige technische Verbesserungen in der Eisenverhüttung gingen von England aus und hatten im deutschen Reichsgebiet 1796 zum Bau des ersten, koksbefeuerten Hochofens bei Gleiwitz geführt. Leider wurden in der Umgebung von Schmalkalden keine geeigneten Steinkohlenflöze erschlossen. Die bei Schnellbach abgebaute Steinkohle war bereits nach wenigen Jahren erschöpft, daher wurde die traditionelle Holzkohlefeuerung beibehalten.

### Statistische Angaben zur Schmalkalder Bergbauregion (um 1820)
Im Jahr 1820 arbeiteten um Schmalkalden und Brotterode elf Schmelzwerke, 14 Eisen- und 12 Stahlhämmer, die jährlich 2.500 t Eisen- und Stahlwaren erzeugten. Sie verbrauchten dabei um 1800 etwa 86.000, um 1820 immerhin noch 65.000 Festmeter Holz in Form von Holzkohle und Scheithölzern. Dies bedeutete eine fortgesetzten Raubbau an den Wäldern.
1835, im Gründungsjahr der Neuen Hütte bestanden in der Herrschaft Schmalkalden 7 Eisenhütten, 27 Eisen-, Stahl- und Zainhämmer sowie 7 Drahtmühlen. Diese belieferten die eisenverarbeitenden Zünfte, die bereits einen hohen Grad der Spezialisierung erreicht hatten. Die wichtigsten davon waren: 130 Grobschmiede, 113 Ahlen- und Zweckenschmiede, etwa 100 Nagelschmiede, 35 Messerschmiede, 15 Schwertfeger, 40 Feilenmacher, 56 Bohrer- und Zangenschmiede, 6 Scherenschmiede und 53 Lothschlosser. Die schmalkaldische Gewehrfabrik hatte etwa 80 Mitarbeiter.
Der Versuch eine Schreibfedermanufaktur zu gründen scheiterte trotz staatlicher Unterstützung am energischen Widerstand der Zünfte.

### Die Gründung der Neuen Hütte
Die von J. W. Bleimüller errichtete „Neue Hütte“ stellt die letzte Entwicklungsstufe der holzkohlebasierten Eisenverhüttung im Raum Schmalkalden dar.

„Im Jahre 1827 hatte die Regierung von Hessen-Kassel eine neue Gewerbeordnung für das Hütten- und Hammerwesen, wie auch für die Eisen- und Stahlhandwerke im Kreise Schmalkalden erlassen. Ohne Rücksicht auf die durch die bisherige Zunftordnung gegebene Beschränkung gestattete man jetzt die fabrikmäßige Herstellung solcher Artikel, die bisher nicht in ausreichender Menge und Güte hergestellt werden konnten. Der Fabrikant mußte dem Oberzunftamt zuvor ein Betriebskapital von 5000 Talern nachweisen, auch mußte er mindestens acht Arbeiter beschäftigen oder die ihrer Leistung entsprechende Zahl von Maschinen aufstellen.“

Das im Jahr 1835 erbaute Hauptgebäude der Hütte ist ein spätklassizistischer Fachwerkmantelbau, der den zentralen Hochofen umgibt. Es ersetzte die unrentablen und veralteten Schmelzhütten der Umgebung.

„Im Hüttenwesen ging man vom alten Frischverfahren zum wesentlich vorteilhafteren Puddelverfahren über. Seit 1835 war der von J. W. Bleymüller gegründete, mit Zylindergebläse ausgerüstete Hochofenbetrieb der Neuen Hütte am Flöher Berg im Gange. Der an der Stelle der „Happelshütte“ erbaute Hochofen erreichte die Höhe von zwölf Metern. Im fortlaufenden Schmelzgang lieferte die Hütte innerhalb 24 Stunden 80–100 Zentner Roheisen in Gängen zu je 8½ Zentnern. Aus 100 Zentnern Eisenstein wurden etwa 40 Zentner Roheisen gewonnen. Damit war der rationellste Weg der Eisenerzeugung auf Holzkohlenbasis beschritten; gleichzeitig aber auch das Todesurteil über die veralteten Hohöfen gesprochen, die noch im Kreisgebiet im Gange waren.“

### Die 1840er Jahre
Die zahlreichen Handwerker sahen in der Hütte eine Bedrohung, da alle von der Versorgung mit Holzkohle abhängig waren, die im Hochofen der neuen Hütte kontinuierlich und in großen Mengen benötigt wurde. Nach und nach verteuerten sich die Rohstoffe, gleichzeitig fielen die Zollschranken und preiswertere Waren überschwemmten die ehemaligen Absatzgebiete – bis 1870 mussten die meisten Handwerker ihre traditionellen Produkte durch neue ersetzen. Die meisten fanden in der Herstellung von Werkzeugen, Hausratszubehör (z. B. Bügeleisen) und Maschinenteilen eine neue Berufsperspektive.
Die Lage der Landbevölkerung sowie der einfachen Handwerker und Lohnarbeiter in Schmalkalden war zu Beginn der 1840er Jahre bedrückend: Eine Dürre hatte die Ernte verdorben, zugleich setzte eine Teuerungswelle bei importierten Lebensmitteln ein. Durch zwei aufeinanderfolgende niederschlagsarme Jahre stand nicht mehr genug Aufschlagwasser zur Verfügung, so dass die Hammerwerke und Mühlen ihre Produktion einstellen mussten.

„Fast ein Viertel der Bevölkerung ist seit anderthalb Jahren ohne ausreichende Beschäftigung. Verbrechen an Personen und Eigentum nehmen in höchst besorglichem Grade überhand, und Gerichts- und Polizeibehörden sind nicht mehr mächtig genug, diesen bedrohlichen Zuständen sichernde Schranken zu setzen. Alle Gefängnisse sind mit Frevlern und Verbrechern überfüllt…“

Während der revolutionären Erhebung des Jahres 1848 wurde die Neue Hütte am 10. April 1848 von einer bewaffneten Abteilung der regierungstreuen Bürgergarde Stahlberger Bergknappen besetzt, um Ausschreitungen und Plünderungen durch „Aufständische“ zuvorzukommen.

### Der weitere Ausbau der Neuen Hütte
1870 veranlasste der damalige Eigentümer den Bau eines zweiten, deutlich kleineren Ofens auf dem Hüttengrundstück, dessen Reste heute neben dem Hauptgebäude der Neuen Hütte stehen.
Seit 1896 wurde im Gebiet von Schmalkalden elektrischer Strom aus Wasserkraft produziert. Elektrische Geräte und Beleuchtung wurden in den folgenden Jahren auch in der Neuen Hütte eingebaut. Das Elektrizitätswerk Schmalkalden wurde aus wirtschaftlichen Gründen bereits 1912 stillgelegt. Die Stromversorgung übernahm von da an das neuerbaute Kraftwerk Breitungen-Werra. Die Anlage der Neuen Hütte blieb bis zum Jahr 1924 in Betrieb und erfuhr verschiedene technische Verbesserungen.

### Nach der Stilllegung
Spätere Besitzer nutzten das noch bestehende Mühlenrecht und das vorhandene Wasserrad zur Stromerzeugung, die Hauptgebäude der Hütte wurden bis zum Zweiten Weltkrieg als Lagerräume genutzt. Die neuen Eigentümer begannen nach 1945 mit der Herstellung von Kunststeinen auf Zementbasis.
Auf Initiative von Heimatfreunden und Denkmalschützern wurde um 1966 der Gebäudekomplex als bedeutendes technisches Denkmal des Bezirkes Suhl ausgewiesen und ein Gebäudesanierungsplan erstellt. Als Zeugnis der vorindustriellen Eisengewinnung und -verarbeitung wurde die Neue Hütte auf die Zentrale Denkmalliste der DDR gesetzt und erhielt entsprechende Würdigung. Seit den 1970er Jahren konnten Touristen das abschnittsweise sanierte Gebäude und die aus dem Umland beschafften historischen Maschinen besichtigen. Die wissenschaftliche Erforschung und Betreuung des technischen Denkmals wurde intensiviert.

## Technik und Ausstattung
Zur technischen Ausrüstung der Anlage gehörte neben dem eigentlichen Hochofen, der etwa 12 m über den Talgrund aufragt, ein wasserkraftgetriebenes Zylindergebläse, dessen imposantes mechanisches Räderwerk mit gusseisernen Stützen und Zahnrädern, Kurbelwelle und Gestängen bereits die beginnende Dampfmaschinenzeit andeutet. Die stets mehrere Tage andauernde enorme Hitze während des Schmelzvorganges und der Funkenflug beim Abstich konnte das mit vielen Holzbauteilen errichtete Gebäude leicht in Brand setzen, daher hatte man beim Bau des Gebäudes das mit Ziegeln eingedeckte Dach noch mit zahlreichen verschließbaren Klappen und Fenstern versehen.
Als Nebengebäude umgeben die Hochofenanlage Lagerschuppen für Holzkohle (als Brennmaterial), das Wohnhaus des Hüttenmeisters und verschiedene Nebengebäude und Werkstätten. Auch die einstigen Wassergräben und die Ablaufrösche sind noch im Original erhalten.

## Museale Konzeption und Nutzung
Der restaurierte Gebäudekomplex bietet heute als Schauanlage einen Eindruck von der Größe und technischen Ausstattung einer frühindustriellen Hochofenanlage auf der Basis von Holzkohlefeuerung. Die Anlage wurde bei der Restaurierung weitgehend auf den Urzustand von 1835 zurückgeführt, eine Inbetriebnahme des Hochofens ist jedoch nicht mehr vorgesehen. Neben individuellen Führungen bieten Aktionstage mit Vorträgen und speziellen Führungen weitere Anreize zum Besuch der Anlage.

### Bedeutung
Der Hochofen ist einer der wenigen erhaltenen historischen Hochöfen im Gebiet der neuen Bundesländer. Vergleichbare Anlagen sind nur noch an den Standorten Schmalzgrube (Hochofen von 1659), Brausenstein (Hammerhütte mit Hochofen von 1693), Peitz (Hochofen von 1809) und Morgenröthe-Rautenkranz (Hochofen von 1820/22) vorhanden.

### Ausstellung
Eine Dauerausstellung zur Geschichte der Metallindustrie in der Region Schmalkalden ist seit 2009 in Aufbau. Genutzt werden auch viele gesammelte Exponate aus der Handwerks- und stadtgeschichtlichen Abteilung des Schlossmuseums. Bereits fertiggestellt ist der Ausstellungsteil zur Entwicklung ab 1990. Dieser soll um die Geschichte des VEB Werkzeugkombinat Schmalkalden und seiner Vorgängerunternehmen erweitert werden.
Im zentralen Hochofengebäude und in weiteren Gebäuden laden 2013 folgende Ausstellungsthemen zum Besuch ein:
- Zur Geschichte der Eisen- und Stahlwarenproduktion im Raum Schmalkalden
- Geschichte der Hochofenanlage und der technischen Funktionsbereiche
- Zur allgemeinen Entwicklung von alten Verhüttungstechnologien mit Holzkohle
- Die Wasserkraftanlage der Neuen Hütte, Entwicklung und heutige Nutzung

### Museumsdidaktik

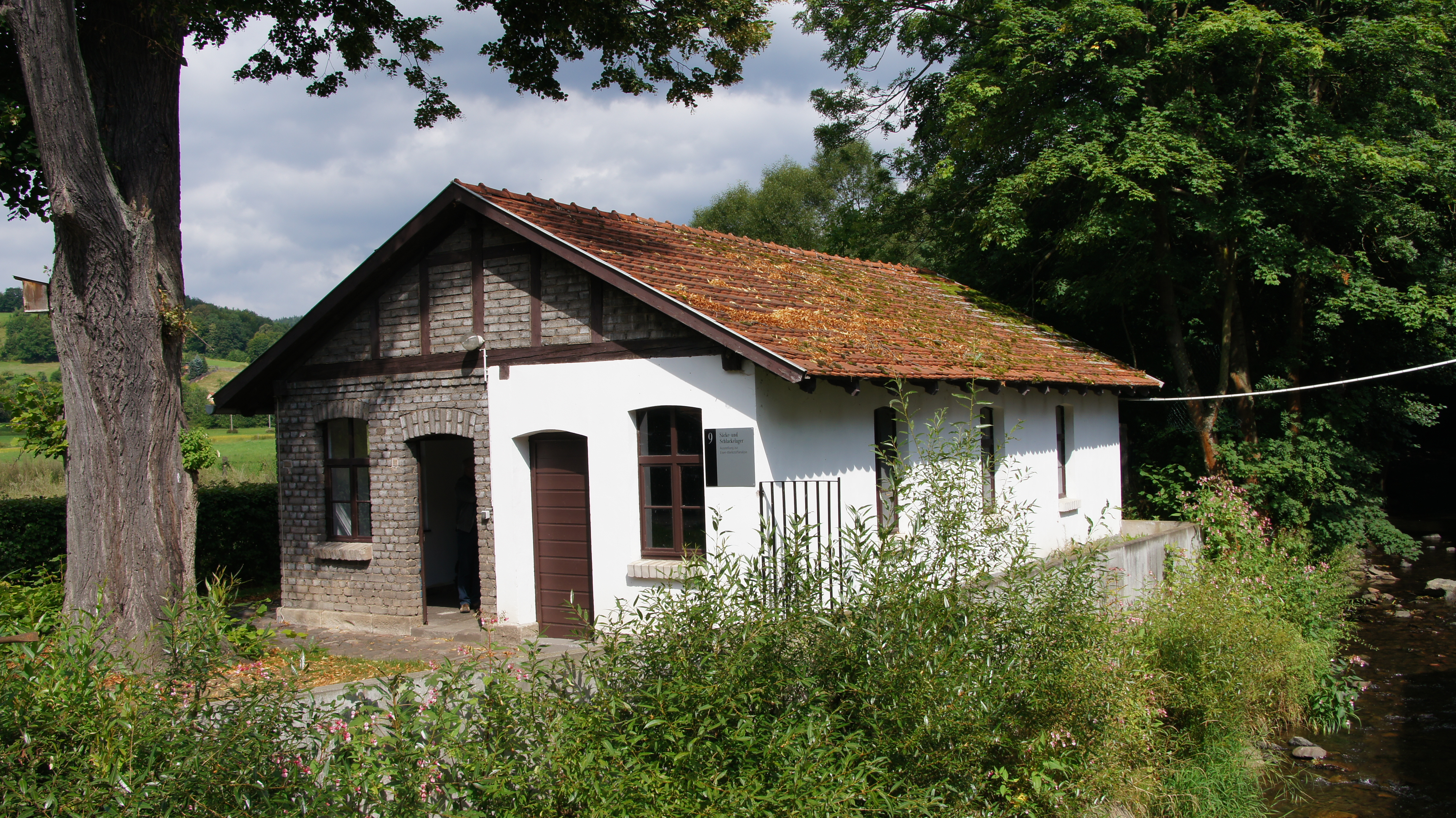
Lagergebäude für Holzkohle(säcke)
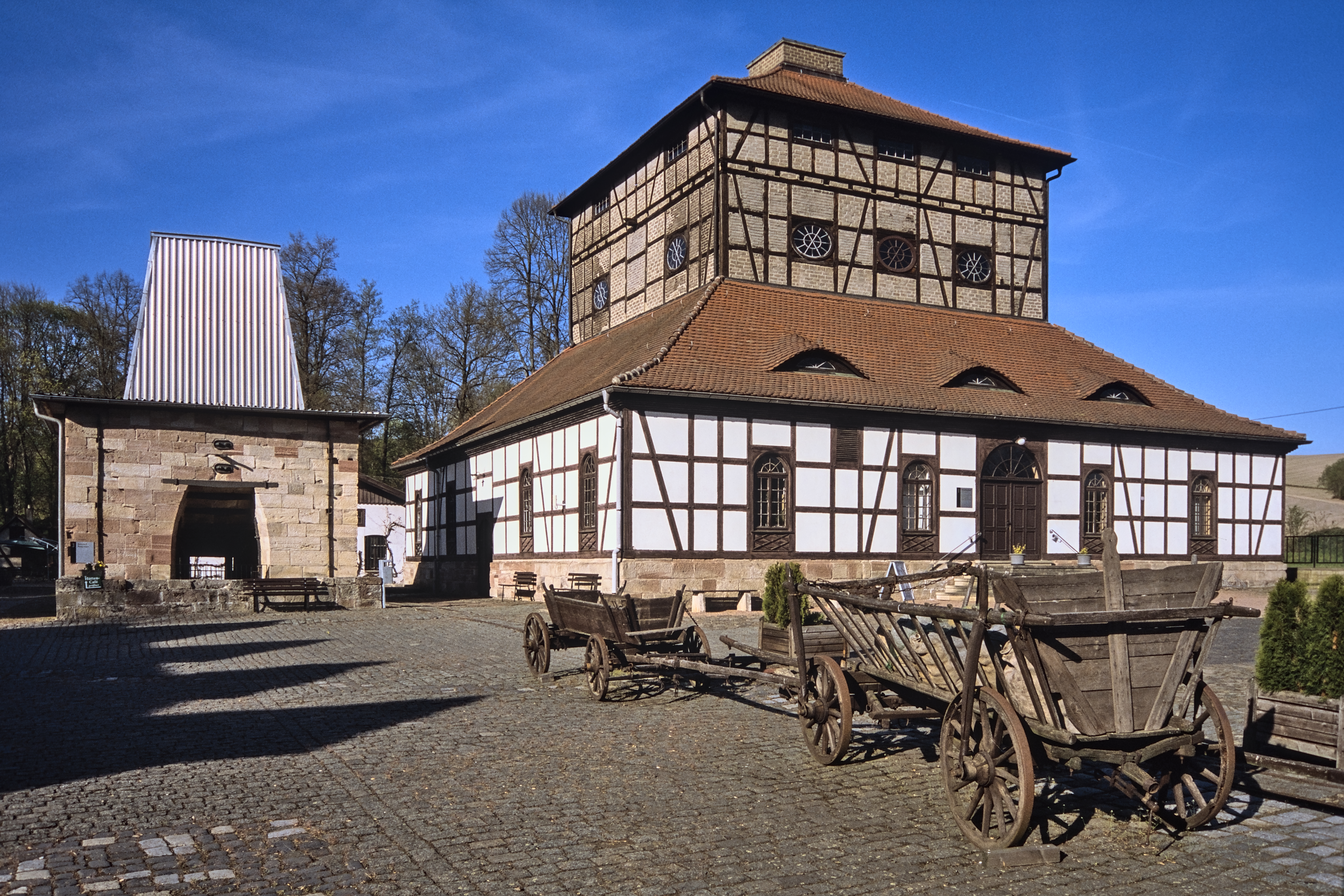
Die beiden Hochöfen der neuen Hütte – links der wesentlich kleinere Neubau – ohne Ummantelung und Zubehör
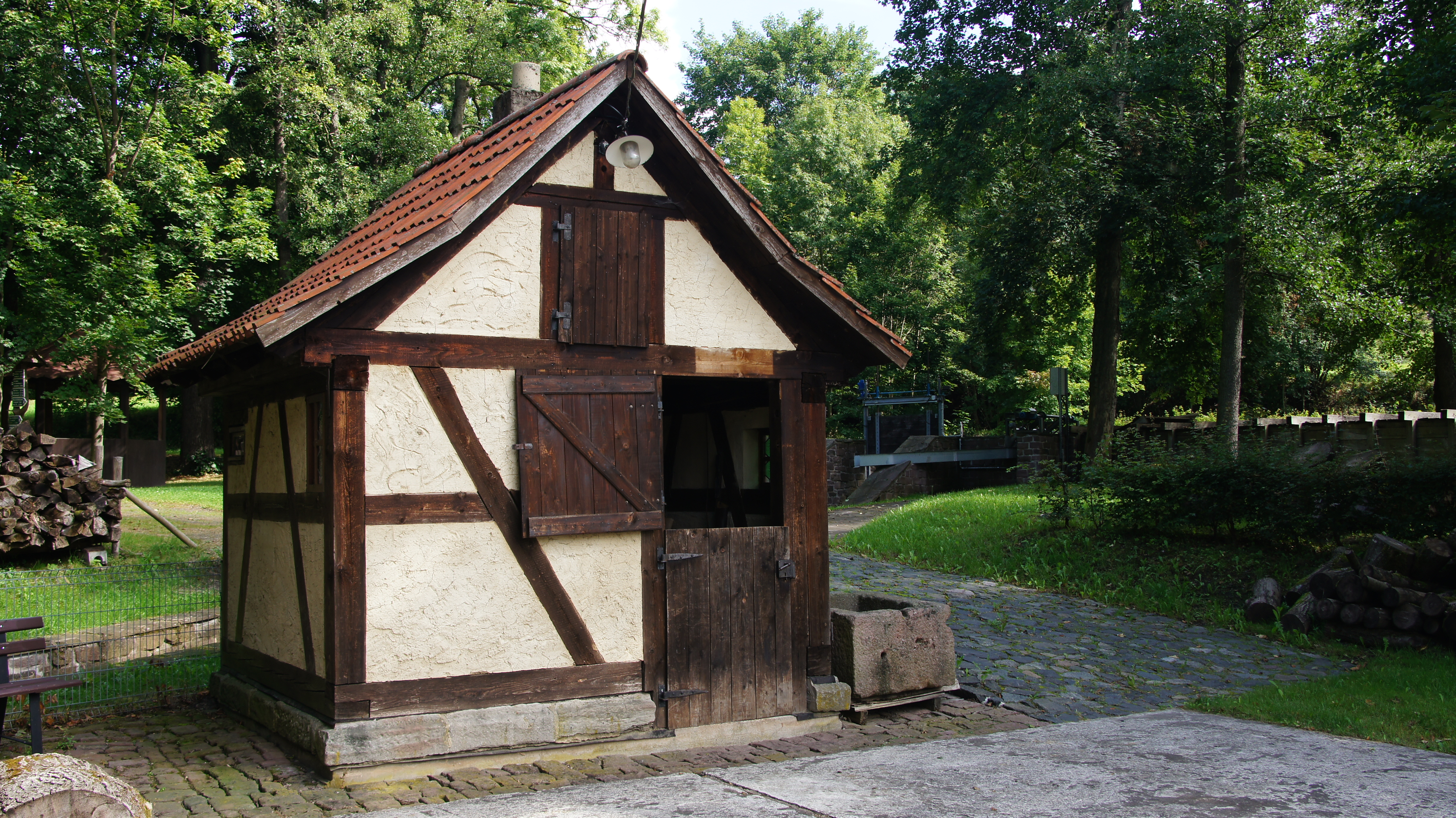
Die Nagelschmiede – für Schauvorführungen
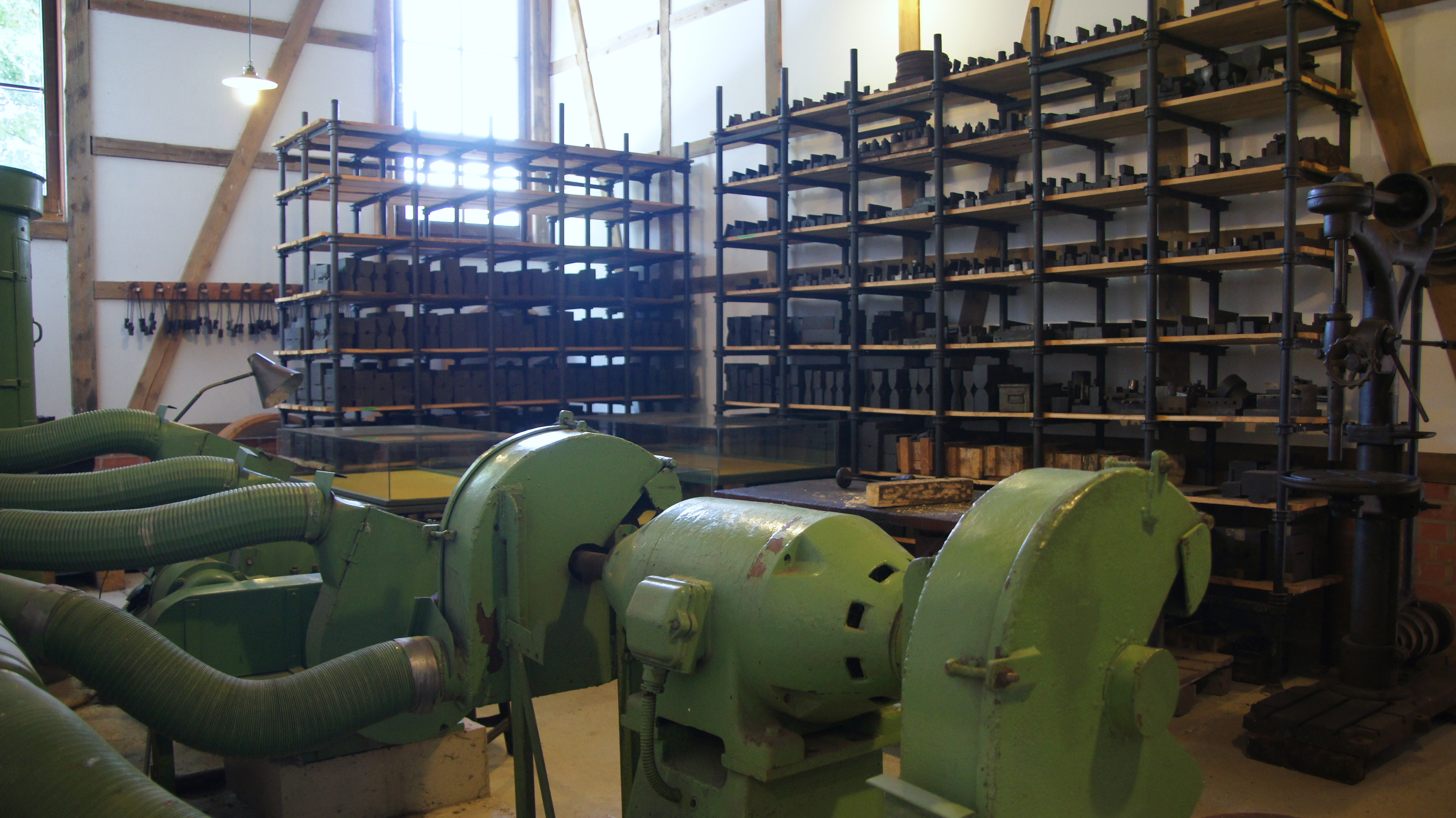
Blick in die Ausstellungsräume
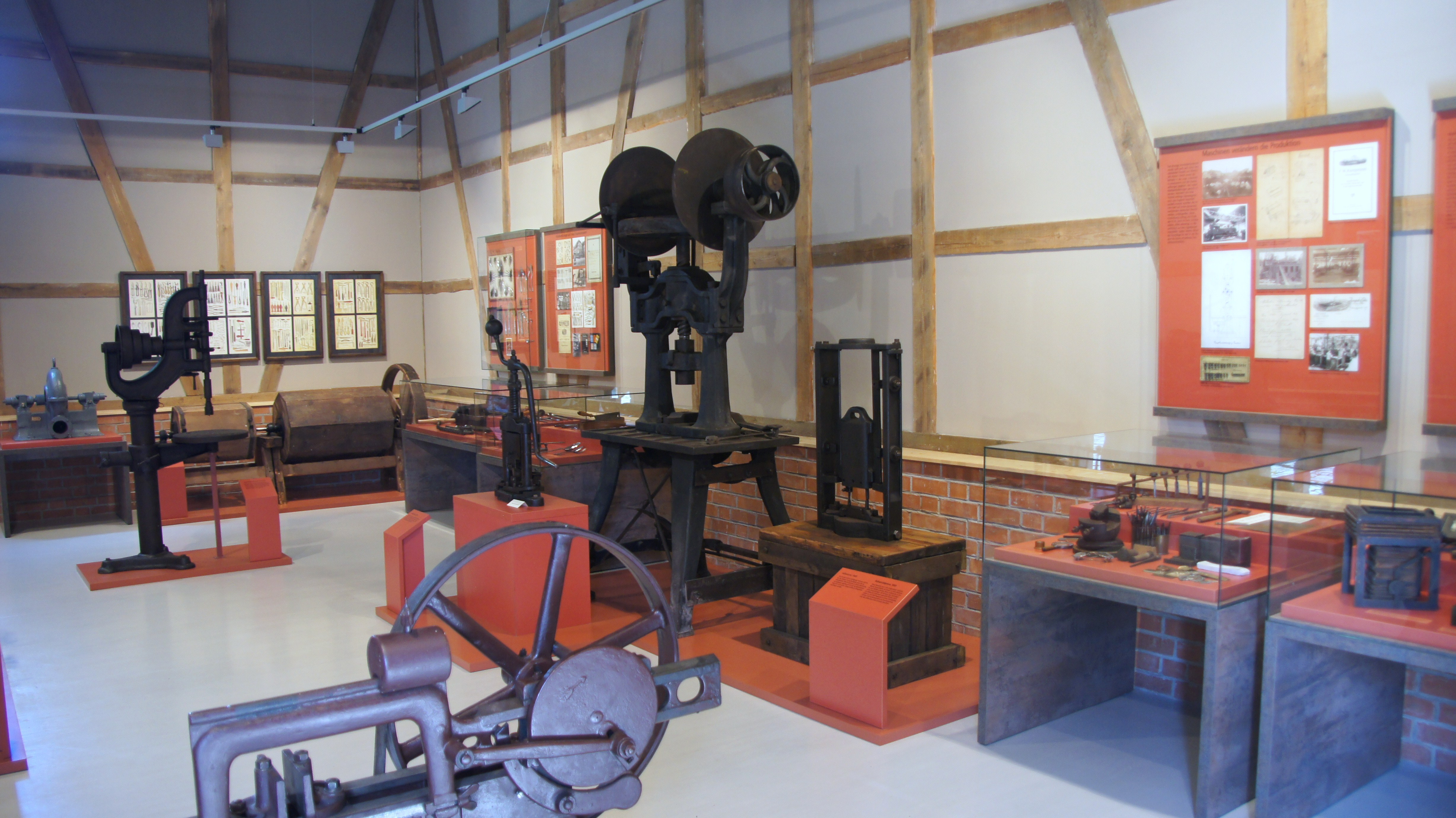
Historische Maschinen und ihre Verwendung
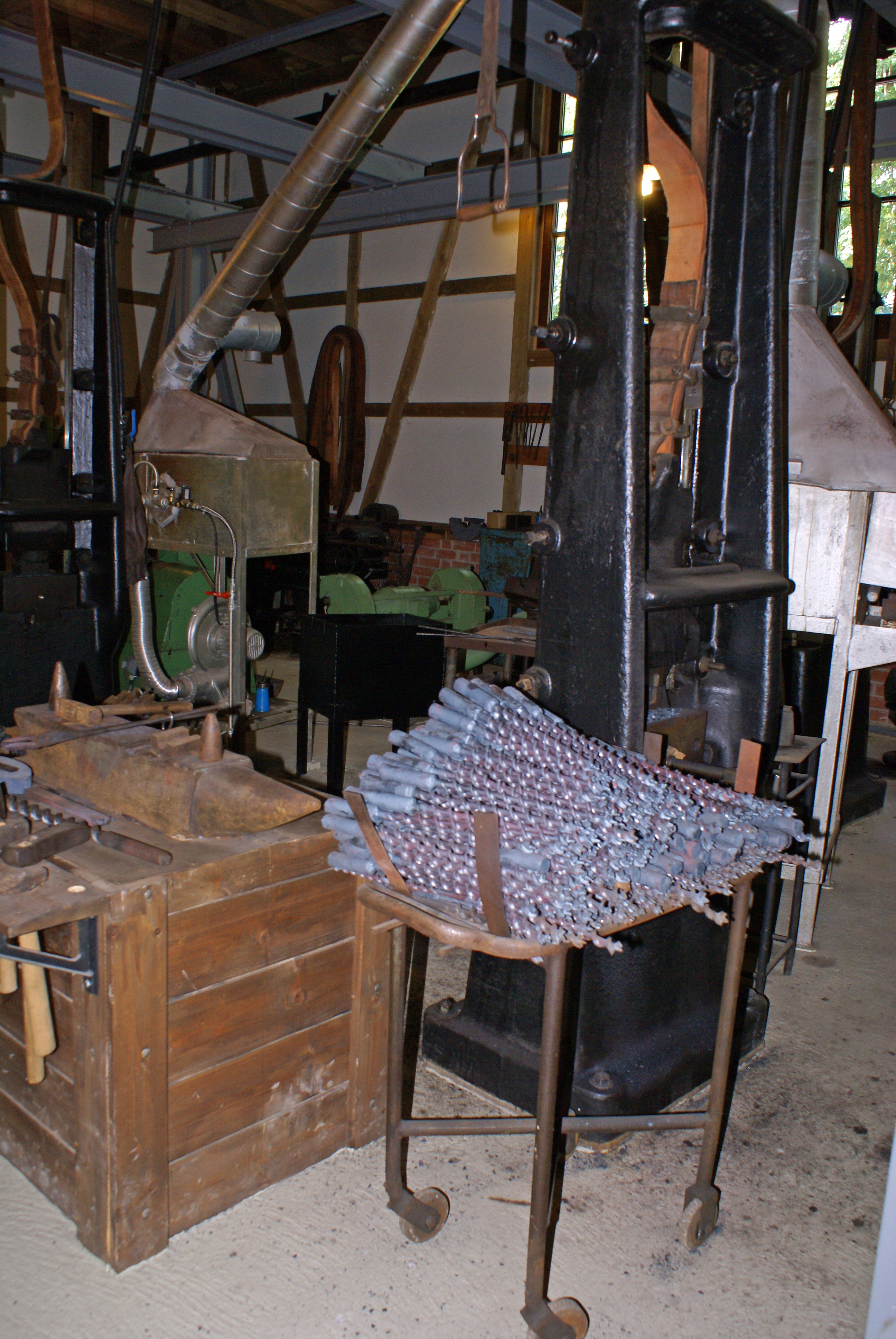
Nachgestaltete Werkstatt einer Bohrerschmiede
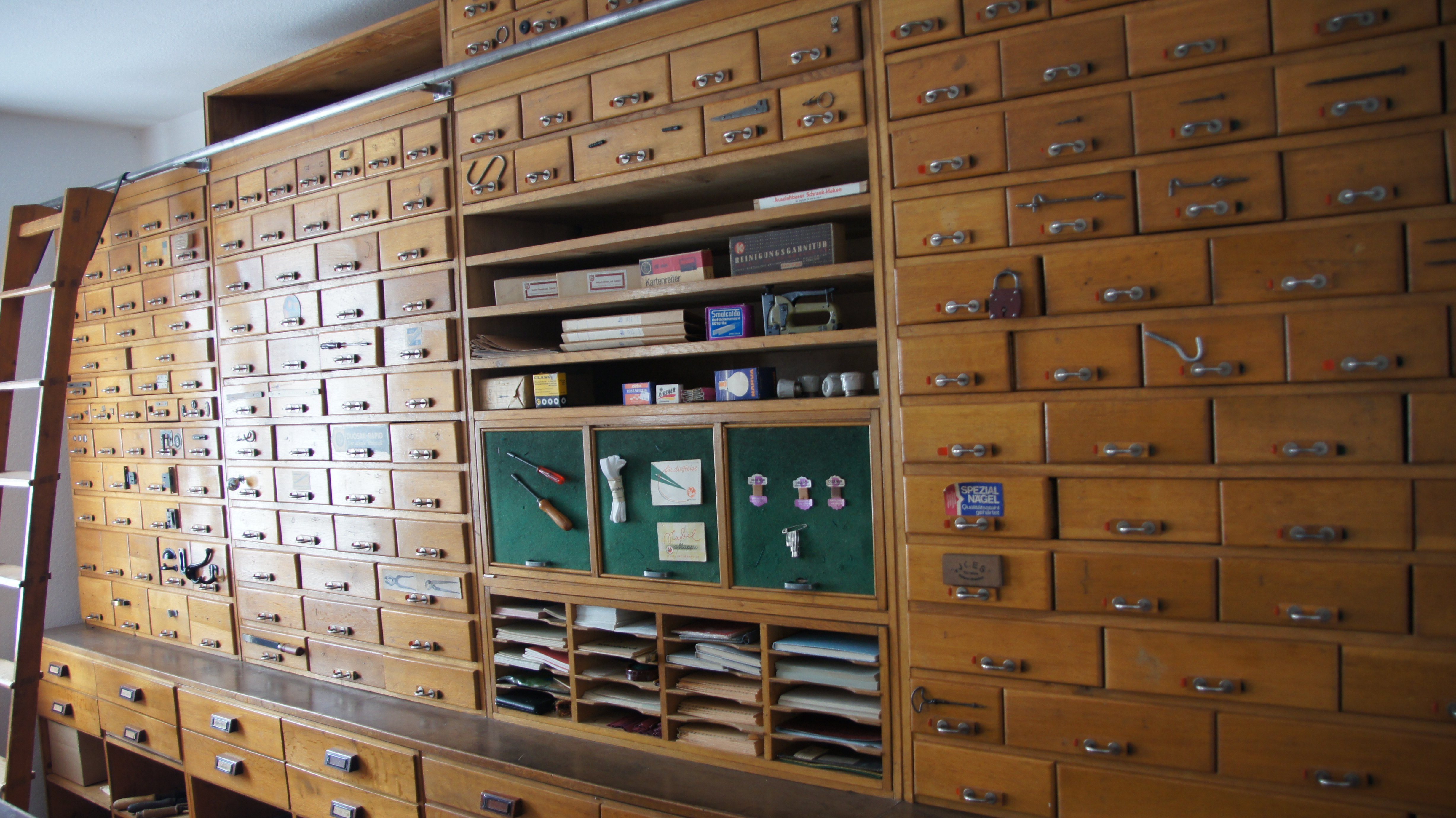
Nachgebildeter Verkaufsraum eines Kleineisenwarenhandels mit Werkzeugsortiment aus dem Ort Floh-Seligenthal

Das Technische Museum "Neue Hütte" bildet mit dem Museum Schloss Wilhelmsburg, dem Besucherbergwerk „Finstertal“ in Asbach und dem Metallhandwerksmuseum in Steinbach-Hallenberg einen Museumsverbund zum Thema Regionalgeschichte, historischer Bergbau und Hüttenwesen im Raum Schmalkalden.
Hinweistafeln und thematische Wanderwege verbinden diese Stationen. Zur Erläuterung der Anlage und des Gebäudekomplexes wurden maßstabsgetreue Modelle und Pläne angefertigt und rund um den einstigen Hochofen platziert. In den Ausstellungsräumen können Besucher typische Metallwaren aus den letzten 200 Jahren besichtigen. Im Hofgelände und den Nebengebäuden können weitere Teile der Sammlung verschiedener Werkzeugmaschinen besichtigt werden. Durch engagierte Handwerker und Museumsmitarbeiter werden an Museumstagen bei Schauvorführungen Werkstücke hergestellt, z. B. Herstellung eines Holzbohrers am Schmiedefeuer gezeigt.